# 테드 드레이크
에드워드 조지프 "테드" 드레이크(Edward Joseph "Ted" Drake, 1912년 8월 16일 ~ 1995년 5월 30일)는 잉글랜드의 축구 선수, 축구 감독이다.
선수로서 드레이크는 잉글랜드 축구 국가대표팀에서 센터 포워드로 활약하였다. 1934/35 시즌, 리그-42와 FA컵-1, 채리티 실드-1에서 44골을 기록한 그의 활약은 아스널 FC의 한 시즌 최다 골 기록으로 남아있기도 하다.
축구 감독으로서 드레이크는 첼시 FC의 감독으로서 첼시를 현대화하는 작업에 착수하였다. 드레이크 감독은 첼시 펜셔너(Chelsea pensioner)라고 불리는 오래된 문양을 새롭게 교체하고, 유소년팀에 대한 지원을 증진시켰으며, 1954/55 시즌 풋볼 리그 1부에서 팀을 우승으로 이끌었다.
드레이크는 1995년 5월 30일 82세의 나이로 사망했다.